# Communes de la wilaya de Boumerdès
Pour les articles homonymes, voir Boumerdès (homonymie).
Pour les autres communes, voir Liste des communes d'Algérie.
La wilaya de Boumerdès en Algérie possède 32 communes.
Liste des communes de la wilaya algérienne de Boumerdès par ordre alphabétique:
| Code ONS | Commune            |
| -------- | ------------------ |
| 3504     | Afir               |
| 3529     | Ammal              |
| 3506     | Baghlia            |
| 3527     | Ben Choud          |
| 3530     | Beni Amrane        |
| 3505     | Bordj Menaïel      |
| 3502     | Boudouaou          |
| 3532     | Boudouaou-El-Bahri |
| 3501     | Boumerdes          |
| 3522     | Bouzegza Keddara   |
| 3514     | Chabet el Ameur    |
| 3519     | Corso              |
| 3528     | Dellys             |
| 3509     | Djinet             |
| 3538     | El Kharrouba       |
| 3536     | Hammedi            |
| 3510     | Issers             |
| 3537     | Khemis El-Khechna  |
| 3521     | Larbatache         |
| 3535     | Leghata            |
| 3508     | Naciria            |
| 3526     | Ouled Aïssa        |
| 3533     | Ouled Hedadj       |
| 3520     | Ouled Moussa       |
| 3512     | Si Mustapha        |
| 3507     | Sidi Daoud         |
| 3531     | Souk El Had        |
| 3525     | Taourga            |
| 3515     | Thenia             |
| 3513     | Tidjelabine        |
| 3518     | Timezrit           |
| 3511     | Zemmouri           |